# Phil Jackson
Phil Jackson, właściwie Philip Douglas Jackson (ur. 17 września 1945 w Deer Lodge) – amerykański trener koszykarski oraz koszykarz. Rekordzista w liczbie zdobytych tytułów mistrza NBA (jako trener lub zawodnik). W prowadzonych przez niego zespołach grali tacy zawodnicy jak: Michael Jordan, Kobe Bryant, Shaquille O’Neal, Scottie Pippen, Dennis Rodman czy Karl Malone.
Karierę zawodowego koszykarza rozpoczynał w New York Knicks, z którymi w 1970 i 1973 zdobył jedyne w historii drużyny tytuły mistrza NBA. Pod koniec lat 70 trafił do New Jersey Nets, gdzie zakończył karierę. W 1987 został asystentem, a w 1989 głównym trenerem Chicago Bulls, którzy w trakcie dziewięciu kolejnych sezonów zdobyli sześć tytułów mistrzowskich. Z Bulls odszedł w 1998, co zbiegło się z zakończeniem kariery przez Michaela Jordana. Po roku przerwy został trenerem Los Angeles Lakers. Drużyna ta pod jego wodzą zdobyła łącznie pięć tytułów mistrza NBA. Karierę trenerską zakończył w 2011. W latach 2014–2017 był prezydentem New York Knicks.
Jackson jest uznawany za najlepszego trenera w historii NBA. Zdobył łącznie 13 tytułów mistrzowskich – 11 jako trener (6 z Chicago Bulls, 5 z Los Angeles Lakers) i 2 jako zawodnik (z New York Knicks). Jest liderem wszech czasów w stosunku zwycięstw do rozegranych pod jego wodzą meczów (70,4 procent). W 1996 wybrano go do drużyny 50-lecia NBA jako jednego z dziesięciu najlepszych trenerów w historii. W 2007 został włączony do koszykarskiej galerii sław.
W trakcie kariery trenerskiej był znany ze stosowania tzw. ofensywy trójkątów oraz z wykorzystywania zen podczas treningów (stąd pseudonim „Zen Master”). Jest autorem wielu książek, m.in. Sacred Hoops: Spiritual Lessons of a Hardwood Warrior i The Last Season: A Team in Search of Its Soul, która znalazła się na liście bestsellerów The New York Times.

## Młodość i szkoła średnia
W młodości grał w koszykówkę, futbol amerykański, baseball oraz rzucał dyskiem. Uczęszczając do szkoły średniej w Williston w Dakocie Północnej był członkiem szkolnej drużyny koszykarskiej. Nosił wówczas pseudonim „Bones”.
Ze szkolną drużyną dwukrotnie wygrywał mistrzostwo stanu. W 1963, w decydującym o tytule meczu, zanotował 35 punktów, ustanawiając przy tym rekord turnieju w liczbie łącznie zdobytych punktów (96). Został wówczas zauważony przez Billa Fitcha – trenera drużyny koszykarskiej Uniwersytetu Dakoty Północnej, który starał się przekonać Jacksona, aby ten do nich dołączył.

## Studia
Do drużyny prowadzonej przez Fitcha dołączył ostatecznie w 1963, lecz ówczesne przepisy NCAA nie zezwalały na grę w rozgrywkach akademickich studentom pierwszego roku. W pierwszym sezonie gry Jacksona Fighitng Sioux zajęli trzecie miejsce w drugiej dywizji NCAA, a on sam zdobywał średnio 11,8 punktu oraz 11,6 zbiórki na mecz.
W rozgrywkach 1965/1966 Jackson osiągał średnio o 10 punktów i ponad jedną zbiórkę więcej na mecz (21,8 i 12,9), lecz i tym razem jego drużynie nie udało się awansować do finału, kończąc ostatecznie sezon na 4 miejscu. Jak i sezon wcześniej bowiem, Fighitng Sioux przegrali z drużyną koszykarską Uniwersytetu Południowego Illinois.
W ostatnim roku studiów i zarazem występów w barwach Fighitng Sioux Jackson zdobywał średnio 27,4 punktu i 14,4 zbiórki na mecz, jednak drużynie nie udało się choćby powtórzyć wyniku z poprzedniego sezonu.
W każdym z sezonów gry był wybierany do najlepszych składów rozgrywek, przy czym dwukrotnie (w 1966 i 1967) otrzymywał tytuł najbardziej wartościowego zawodnika Konferencji Południowo-Centralnej. W barwach Fighitng Sioux Jackson zdobył łącznie 1708 punktów (piąte miejsce na liście wszech czasów drużyny) oraz 1109 zbiórek (trzecie).

## Kariera zawodnicza (1967-1980)

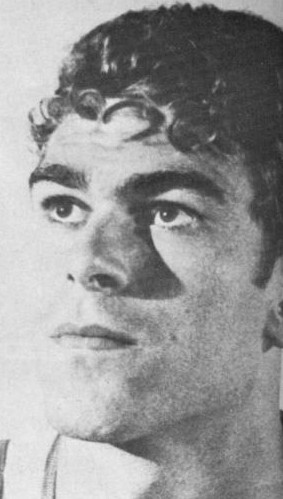
Jackson w 1968.

### New York Knicks (1967-1978)

#### Początki, kontuzja i pierwsze mistrzostwo (1967-1970)
Jackson, który w trakcie studiów urósł o dwa cale i po ich ukończeniu mierzył już 207 cm wzrostu, zgłosił się do draftu NBA 1967 roku, w którym to został wybrany z 17 numerem przez New York Knicks.
Przeprowadzka do Nowego Jorku przyniosła znaczne zmiany w życiu Jacksona. Rozwiódł się z żoną, zaczął eksperymentować z marihuaną i LSD. Po latach stwierdził jednak, że próbowanie narkotyków było ważnym momentem w jego życiu, gdyż wiedział już, czego miał się wystrzegać. Wówczas też, inspirując się książką pt. Zen i sztuka oporządzania motocykla, starł się znaleźć drogę do perfekcji.
Już jako debiutant potrafił walczyć o swoje zdanie w szatni, nieraz ścierając się z zawodnikami o dużo dłuższym stażu gry, którzy nazywali go „Head’n’Shoulders”. Z uwagi na małą liczbę rozgrywanych minut, w drużynie Knicks Jackson nie mógł być jednak strzelcem jak wcześniej, przez co zmuszony był skupiać się na obronie.
W pierwszym sezonie gry w NBA wystąpił w 74 meczach sezonu regularnego i 6 meczach fazy playoffs, przy czym w fazie zasadniczej zdobywał średnio 6,2 punktu i 4,2 zbiórki na mecz. Statystyki te pozwoliły mu wówczas na znalezienie się razem z kolegą z zespołu – Waltem Frazierem – w najlepszej piątce debiutantów sezonu.
W sezonie 1968/1969 Jackson wystąpił tylko w 47 meczach sezonu regularnego, zdobywając średnio 7,1 punktu oraz 5,2 asysty na mecz. Doznał bowiem kontuzji kręgosłupa, która wyeliminowała go z gry w całym kolejnym sezonie. W trakcie rekonwalescencji został nieoficjalnym asystentem ówczesnego trenera Knicks – Williama Holzmana, ucząc się prowadzenia zespołu. Był to sezon, w którym Knicks wygrali pierwsze w historii drużyny mistrzostwo NBA.

#### Stopniowy rozwój i drugie mistrzostwo (1970-1973)
Po ponad sezonie przerwy Jackson wrócił do gry w barwach Knicks, zdobywając w całym sezonie średnio 4,7 punktu i 3,4 zbiórki na mecz. Wystąpił wówczas w 71 meczach sezonu regularnego i 5 fazy playoffs, podczas których trzykrotnie nie udało mu się zdobyć choćby punktu.
W następnych dwóch rozgrywkach Jackson zanotował progres statystyczny. W sezonie 1971/1972 zdobywał 7,2 punktu i 4,1 zbiórki na mecz, a w kolejnym już 8,1 punktu oraz 4,3 zbiórki, będąc jednym z kluczowych rezerwowych Knicks, którzy po pokonaniu 4-1 Los Angeles Lakers po raz drugi wygrali mistrzostwo NBA. Tym razem jednak Jackson zagrał w każdym z meczów finałowej serii, notując średnio 8,4 punktu i 5,6 zbiórki na mecz.

#### Szczyt kariery (1973-1975)
W sezonie 1973/1974 Jackson po raz jedyny w karierze wystąpił we wszystkich 82 meczach sezonu regularnego, zdobywając średnio 11,1 punktu i 5,8 zbiórki na mecz, spędzając na boisku średnio 25 z 48 możliwych minut. Znajdował się wówczas także na 13 miejscu w statystyce najlepszych obrońców ligi (według liczby punktów zdobytych przez przeciwników na 100 posiadań piłki) oraz, z wynikiem 1,8 procent, na 15 wśród zawodników z najlepszym procentem zablokowanych rzutów. W meczu z Cleveland Cavaliers rozgrywanym 1 grudnia 1973 roku zdobył zaś 30 punktów (przy 43 minutach na boisku), co stanowi rekord jego kariery.
W fazie playoffs Jackson wystąpił w 12 meczach. W półfinałach konferencji Knicks pokonali Capitol Bullets 4-3, jednak odpadli już w kolejnej rundzie, przegrywając z Boston Celtics 4-1. W ostatnim meczu serii Jackson zdobył 27 punktów (najwięcej wśród zawodników Knicks), czym ustanowił rekord swojej kariery w playoffs.
Rozgrywki 1974/1975 były dla niego statystycznie bardzo podobne do poprzednich. Rozegrał bowiem 78 spotkań sezonu regularnego, dwukrotnie zdobywając powyżej 20 punktów. Przebywał wówczas na boisku przeciętnie 29,3 minuty (najwięcej w karierze), notując średnio 10,8 punktu oraz 7,7 zbiórki na mecz. Był także najczęściej faulującym zawodnikiem sezonu regularnego (razem z Bobem Dandridgem), z liczbą 330 fauli osobistych. W fazie playoffs Knicks odpadli tym razem w pierwszej rundzie, po tym, jak przegrali z Houston Rockets 2-1. Najlepsze pod względem statystycznym było dla Jacksona drugie, wygrane przez Knicks starcie, w którym zdobył 12 punktów i zanotował 10 zbiórek (najwięcej w drużynie).

#### Ostatnie lata w Knicks (1975-1978)
W kolejnych latach rola Jacksona w Knicks stopniowo malała. Choć w sezonie 1975/1976 rozegrał 80 meczów, to spędzał na boisku przeciętnie tylko 18,3 minuty na mecz, notując średnio 6 punktów oraz 4,3 zbiórki (jedenastokrotnie zdobywał powyżej 10 punktów). Knicks zaś nie zakwalifikowali się do fazy playoffs, kończąc sezon na ostatnim, czwartym miejscu w Dywizji Atlantyckiej, z bilansem 38 wygranych i 44 porażek.
W sezonie 1976/1977 Jackson spędzał na boisku średnio już tylko 13,6 minuty na mecz (przy 76 rozegranych spotkaniach), zdobywając średnio 3,4 punktu oraz 3 zbiórki. Tylko 6-krotnie zanotował więcej niż 10 punktów, a Knicks ponownie nie zakwalifikowali się do fazy playoffs (bilans 40-42).
Ostatni sezon w Knicks był dla Jacksona pod względem statystycznym najgorszy w całej karierze. Zagrał tylko w 63 meczach, notując średnio 2,4 punktu na mecz i 1,3 zbiórki, przebywając na boisku średnio 10,4 minuty. Knicks awansowali jednak do playoffs. W pierwszej rundzie pokonali oni Cleveland Cavaliers 2-0, lecz następnie ulegli w półfinałach konferencji Philadelphii 76ers 4-0. Jackson zagrał zaś we wszystkich rozgrywanych przez nowojorczyków meczach.

### New Jersey Nets (1978-1980)
8 czerwca 1978 Jackson został wymieniony wraz z wyborem w pierwszej rundzie draftu 1978 do New Jersey Nets w zamian za wybory pierwszej rundy draftów 1978 i 1979 roku. Tym samym opuścił Knicks po jedenastu rozegranych sezonach.
W pierwszym sezonie w barwach Nets Jackson wystąpił w 59 spotkaniach, notując średnio 6,3 punktu oraz 3 zbiórki na mecz, spędzając przy tym na boisku przeciętnie 18,3 minuty. Nets zakończyli zaś sezon na trzecim miejscu w Dywizji Atlantyckiej i awansowali do playoffs z bilansem 37-45. Odpadli jednak już w pierwszej rundzie, po tym, jak przegrali 2-0 z Philadelphią 76ers. Jackson zagrał w obu spotkaniach, rozgrywając łącznie 20 minut, notując 4 punkty i 3 zbiórki.
Sezon 1979/1980 był ostatnim i jednocześnie najkrótszym sezonem w karierze Jacksona. Rozegrał on bowiem tylko 16 spotkań, w których zdobywał średnio 4,1 punktu i 1,5 zbiórki na mecz.

## Kariera trenerska (1978-2011)

### Styl pracy
Wielki wpływ na pracę trenerską Jacksona miała filozofia rodowitych mieszkańców Ameryki Północnej oraz filozofie wschodnie. W ramach treningów stosował medytację oraz praktyki związane z zen (stąd pseudonim „Zen Master”). Starał się inspirować graczy, zamiast nimi kierować. Uważał, że każdy z zawodników stanowi ważny element całości, jakim jest zespół. Bazował na psychologii, indywidualnym podejściu do graczy, starając się wydobyć z każdego z nich prawdziwą naturę pozbawioną lęków i nadmiernego ego. W ten sposób przekonywał zawodników do poświęceń na rzecz sukcesów drużyny.
Uważał, że nie należy skupiać się na zwycięstwie, tylko na stworzeniu najlepszej możliwej sytuacji do zwycięstwa. Walkę o zwycięstwo nazywał „grą przegranych”.
Wyraz stylowi pracy Jacksona dawała stosowana przez niego taktyka ofensywy trójkątów, nazywana najbardziej dominującą w historii. W okresie 20 lat prowadzone przez niego zespoły Chicago Bulls i Los Angeles Lakers grając w ten sposób zdobyły 11 tytułów mistrza NBA.

### Początki (1978-1987)
Po zakończeniu kariery koszykarskiej, został asystentem trenera w New Jersey Nets, jego ostatnim zespole w karierze zawodniczej. Potem pracował w niższej lidze CBA i portorykańskiej BSN. Obejmując w 1982 roku Albany Patroons, chciał stworzyć zespół idealny, w którym każdy koszykarz jest nie tylko tak samo istotny dla drużyny, ale ma nawet taką samą pensję. Dzielił drużynę na piątki, które grały po równo, i dopiero na ostatnie minuty wprowadzał na boisko graczy, którzy wcześniej spisywali się najlepiej. Wówczas nauczył się jak radzić sobie z zawodnikami grającymi tylko dla wyników indywidualnych i przemieniać ich w graczy poświęcających się dla drużyny. Tych, którzy nie chcieli słuchać, wyrzucał z zespołu. Przykładem jest Michael Graham, który był jednym z lepszych zawodników Patroons, ale nie chciał przyjąć filozofii Jacksona. Ostatecznie w sezonie 1983/1984 doprowadził zespół do mistrzostwa CBA, dzięki czemu zdobył tytuł trenera roku tejże ligi. Następnie jednak zrezygnował z prowadzenia zespołu, ponieważ uważał, że zepsuł karierę Grahamowi. Podczas pracy w Portoryko z zespołami Piratas de Quebradillas i Gallitos de Isabela nauczył się panować nad emocjami, gdyż nie raz dochodziło tam do bójek pomiędzy zawodnikami i kibicami.
Gdy skończył pracę w CBA, próbował zostać asystentem trenera w New York Knicks, ale jego były klub nie wyraził zainteresowania. Wtedy zaczął rozważać zmianę branży na prawniczą. Gdy zarejestrował się jako bezrobotny, zadzwonił do niego Jerry Krause z propozycją dołączenia do sztabu szkoleniowego Chicago Bulls.

### Chicago Bulls (1987-1998)

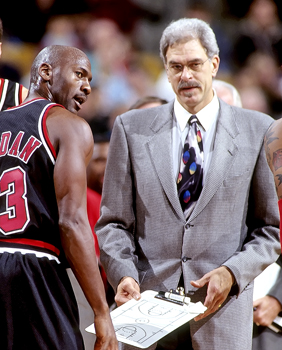
Jackson podczas ostatniego sezonu w Bulls.

#### Początki (1987-1989)
Ostatecznie do Bulls trafił w 1987 roku, gdzie pełnił funkcję asystenta Douga Collinsa. Spotkał wtedy Texa Wintera, od którego nauczył się taktyki ofensywnych trójkątów. W zespole znajdowali się wówczas tacy zawodnicy, jak Michael Jordan czy Scottie Pippen, a mimo to Bulls przedwcześnie kończyli sezon. Winą obarczono głównego trenera, który ostatecznie stracił swoje stanowisko. Po zwolnieniu Collinsa w 1989 roku, to właśnie Jackson przejął funkcję głównego trenera Bulls. Od razu zaczął korzystać z systemu ofensywnych trójkątów.

#### Pierwsze trzy tytuły mistrzowskie (1989-1994)
Już w pierwszym sezonie prowadzony przez niego zespół dotarł do finału konferencji wschodniej, gdzie jednak przegrał po siedmiu meczach z późniejszymi mistrzami NBA Detroit Pistons. W kolejnych trzech latach Bulls pod jego dowodzeniem byli już nie do pokonania i trzykrotnie wywalczyli mistrzowski tytuł.

#### Lata bez Jordana (1994-1995)
W następnych dwóch sezonach zespół, osłabiony brakiem jednego z najlepszych koszykarzy w historii, Michaela Jordana, który zaczął grać w baseball, docierał tylko do drugiej rundy playoffs, ale mimo wszystko Jackson pozostawał na swoim stanowisku.

#### Trzy kolejne tytuły mistrzowskie (1995-1998)
W sezonie 1995-1996 Jordan postanowił skończyć z baseballem i znów wrócił na parkiet. Od jego powrotu szanse Bulls na kolejne mistrzostwa odżyły. Okazali się fenomenem ligi, a Jackson po raz pierwszy i jedyny w karierze zdobył nagrodę dla trenera roku. Dotarli do finału, gdzie pokonali, prowadzonych przez Gary Paytona i Shawna Kempa, Seattle SuperSonics. W tym też roku wybrano go do NBA’s 50th Anniversary All-Time Team, jako jednego z dziesięciu najlepszych trenerów w historii. W dwóch kolejnych sezonach Bulls grali w finale z Utah Jazz, oba wygrali i tym samym po raz drugi zdobyli trzy tytuły mistrzowskie z rzędu.
Mimo sukcesów zespołu iskrzyło na linii pomiędzy Jacksonem a generalnym managerem Bulls Jerrym Krause. Niektórzy wierzyli, że Krause był zazdrosny o to, że media Jacksonowi przypisywały całkowity sukces drużyny z Chicago. Po negocjacjach przedłużono jednak kontrakt z Jacksonem tylko na sezon 1997-1998. Na konferencji prasowej Krause ogłosił przedłużenie kontraktu, ale również poinformował, że po jego zakończeniu Jackson rozstanie się z drużyną, nawet jeśli Bulls zdobędą tytuł. Po sezonie karierę zakończył Michael Jordan, a solidaryzujący się z Jacksonem kolejni zawodnicy tacy, jak Scottie Pippen czy Dennis Rodman, na własne życzenie opuścili Chicago.

### Los Angeles Lakers (1999-2011)

#### Trzy tytuły mistrzowskie i przegrane finały (1999-2005)
Po roku przerwy od trenowania, Jackson podpisał pięcioletnią umowę z Los Angeles Lakers opiewającą na sumę 30 milionów dolarów. Na wyniki nie trzeba było długo czekać, bowiem już w pierwszym sezonie dotarli do finałów NBA, gdzie ostatecznie pokonali Indianę Pacers. Po tym zwycięstwie Lakers wrócili na mistrzowski tron po jedenastu latach przerwy.
Rok później Lakers, z Jacksonem jako trenerem, również dotarli do finałów NBA, nie przegrywając wcześniej w playoffs ani jednego meczu. Pierwsza porażka przyszła w finale z Philadelphią 76ers, ale wygrali kolejne cztery spotkania i po raz drugi z rzędu zdobyli mistrzowski tytuł, mając w rozgrywkach posezonowych bilans 15-1. W playoffs 2002 Sacramento Kings postawili drużynie Jacksona duży opór, lecz ci mimo wszystko wygrali serię po siedmiu meczach. W finale NBA Lakers zagrali z New Jersey Nets, których pokonali w czterech meczach i po raz trzeci z rzędu zdobyli mistrzowskie pierścienie. Był to trzeci przypadek w karierze Jacksona, gdy prowadzony przez niego zespół trzykrotnie na przestrzeni trzech lat zdobywał mistrzostwo NBA.
W zespole coraz częściej dochodziło do spięć pomiędzy Kobem Bryantem i Shaquille O’Nealem. W końcu atmosfera udzieliła się też Jacksonowi, który nie mógł znaleźć z Bryantem wspólnego języka, gdyż ten krytykował jego taktykę ofensywnych trójkątów. Zła atmosfera w drużynie spowodowała porażkę Lakers w półfinale konferencji zachodniej 2003 z San Antonio Spurs.
Po sezonie do składu Lakers dołączyli weterani, Gary Payton i Karl Malone, przez co zespół z Los Angeles stał się kandydatem do mistrzostwa. Przez cały sezon towarzyszyły im jednak co chwile nowe scysje. Wszystko zaczęło się, gdy Kobe Bryant został oskarżony o molestowanie seksualne i został postawiony przed sądem, przez co musiał co jakiś czas latać do Kolorado. Trwające przez cały sezon publiczne złośliwe docinki pomiędzy Bryantem i Shaquille O’Nealem pogarszały tylko sytuacje w zespole. Mimo tylu przeszkód Jacksonowi udało się wyciągnąć z zespołu resztkę sił i zakończyć sezon zasadniczy z 56 zwycięstwami na koncie. Przegrali jednak w finale NBA z Detroit Pistons. Niedługo po zakończeniu finałów Jackson ustąpił ze stanowiska.
Podczas jednorocznej przerwy od NBA, jesienią 2004 roku wydał książkę The Last Season: A Team in Search of Its Soul, w której szczegółowo opisał zdarzenia z sezonu 2003-2004. Najwięcej krytyki spadło na Bryanta, którego Jackson nazwał „niemożliwym do wytrenowania”.

#### Lata bez wygranych tytułów mistrzowskich (2005-2008)

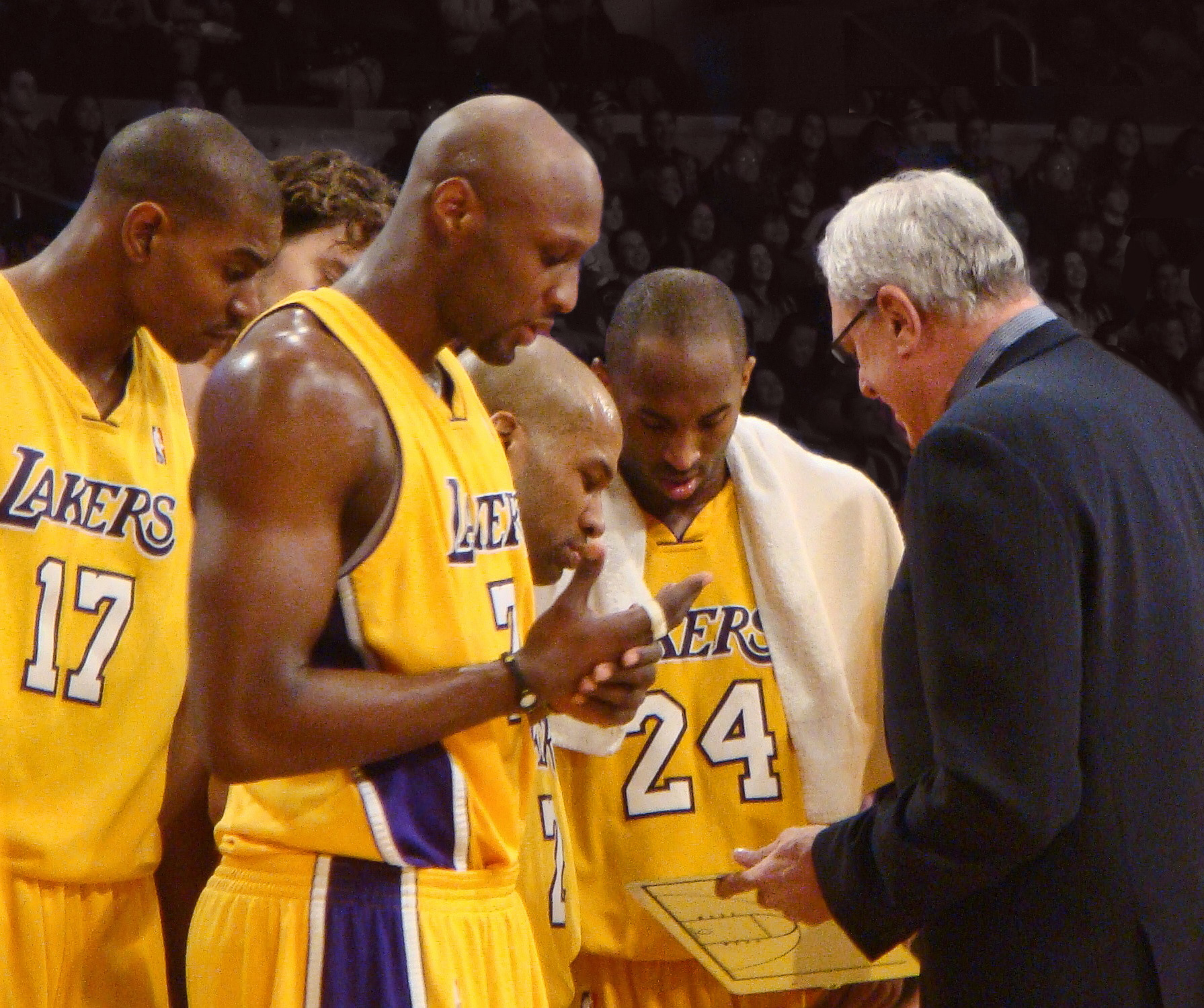
Jackson jako trener Lakers w 2010.

Jackson wrócił do Lakers w sezonie 2005-2006. Pogodził się z Bryantem i, podpisując 3 letnią umowę opiewającą się na kwotę 30 milionów dolarów, stał się najlepiej zarabiającym trenerem w NBA. Miał przed sobą duże wyzwanie, bowiem raptem rok wcześniej Lakers po raz pierwszy od ośmiu lat nie awansowali do playoffs. W sezonie zasadniczym udało im się wygrać 45 spotkań, co było 11 procentowym progresem w porównaniu z poprzednim sezonem. W rozgrywkach posezonowych Lakers sobie nie poradzili i już w pierwszej rundzie odpadli po siedmiu meczach z Phoenix Suns. Dla Jacksona była to pierwsza porażka w pierwszej rundzie w całej karierze.
7 stycznia 2007 roku Jackson wygrał swój dziewięćsetny mecz w sezonie regularnym, osiągając to przy najmniejszej liczbie rozegranych spotkań w historii. W sezonie 2006-2007 Lakers spisywali się jeszcze gorzej niż przed rokiem i zakończyli sezon z bilansem 42-40, co było najgorszym osiągnięciem w karierze Jacksona. W playoffs znów przegrali w pierwszej rundzie z Phoenix Suns, lecz mimo to przedłużono z Jacksonem kontrakt na kolejne dwa lata.
Odkąd 2 lutego 2008 Lakers sprowadzili z Memphis Grizzlies Pau Gasola, wygrali w sezonie zasadniczym 2007-2008 27 spotkań, przegrywając 10. Już w tym samym sezonie Lakers po czteroletniej przerwie awansowali do finałów NBA, gdzie grali z Boston Celtics, którzy ostatecznie zdobyli tytuł mistrza NBA. Tym samym zapobiegli wyprzedzeniu przez Jacksona ich legendarnego trenera Reda Auerbacha, w liczbie zdobytych mistrzowskich pierścieni, jako trener.

#### Kolejne mistrzostwa i końcówka kariery (2008-2010)
25 grudnia 2008 roku Jackson stał się najszybszym zwycięzcą 1000 meczów w NBA, a prowadzeni przez niego Lakers po raz drugi z rzędu dostali się do finałów NBA. Pokonali w nich 4-1 Orlando Magic, dając tym samym Jacksonowi 10 tytuł mistrzowski w karierze. Po sezonie 2008-2009 Jackson z powodu problemów zdrowotnych planował przejść na emeryturę, jednak ostatecznie powrócił do trenowania Lakers w następnym roku, zarabiając rekordowe 12 milionów dolarów za sezon. 3 lutego 2010, wyprzedzając Pata Rileya, stał się najbardziej zwycięskim trenerem w historii Lakers. W tym też sezonie po raz kolejny zespół z Los Angeles dostał się do finałów NBA, gdzie znów czekali na nich Boston Celtics. Tym razem jednak pokonali Celtics po siedmiu meczach. Dla Jacksona był to 11 tytuł mistrzowski w karierze.
Po zdobyciu mistrzostwa w 2010 roku, Jackson znów rozważał przejście na emeryturę. 1 lipca 2010 roku ogłosił, że jednak powróci na stanowisko trenera Lakers w kolejnym sezonie. W sierpniu podpisał roczny kontrakt, oświadczając, że jest to jego ostatni sezon w karierze. Prowadzeni przez niego Lakers zajęli w sezonie zasadniczym drugie miejsce w konferencji zachodniej, będąc jednymi z faworytów do mistrzowskiego tytułu. W drugiej rundzie playoffs przegrali jednak 4-0 z późniejszymi mistrzami NBA Dallas Mavericks, co było pierwszą porażką w czterech meczach w jego karierze. Po sezonie Jackson, tak jak zapowiadał, nie przedłużył kontraktu i zakończył karierę trenerską

### Uznanie i sukcesy
Jackson jest uznawany za najlepszego trenera w historii NBA. W trakcie kariery zdobył łącznie 13 tytułów mistrzowskich, 11 jako trener (6 z Chicago Bulls, 5 z Los Angeles Lakers) i 2 jako zawodnik z New York Knicks. Jest najlepszym trenerem wszech czasów w stosunku zwycięstw do rozegranych meczów, z wynikiem 70,4 procent, a także rekordzistą w liczbie zdobytych tytułów mistrza NBA (jako trener lub zawodnik).
W 1981 został włączony do sportowej galerii sław swojej alma mater – Uniwersytetu Dakoty Północnej, a w 2007 do Koszykarskiej Galerii Sław im. Naismitha.
Latem 2008 roku otrzymał doktorat honoris causa Uniwersytetu Dakoty Północnej.

## Kariera działacza (2014-2017)
Przez wiele miesięcy New York Knicks prowadzili z Jacksonem negocjacje na temat jego dołączenia do organizacji. Zakończyły się one 18 marca 2014 roku, kiedy to na konferencji prasowej został oficjalnie przedstawiony jako prezydent klubu. Funkcję tę miał, zgodnie z kontraktem, sprawować przez pięć lat, jednak zwolniono go już w 2017 roku, po konflikcie z ówczesną główną gwiazdą drużyny – Carmelo Anthonym.

## Życie prywatne
Jest synem pastora – Charlesa oraz kaznodziejki – Elisabeth Funk Jackson. Początkowo wraz z rodzicami był członkiem wspólnoty Zgromadzenia Bożego. Gdy po drafcie przeprowadził się do Nowego Jorku, zmienił swoje podejście do życia i zetknął się z buddyzmem zen. Rozstał się wówczas z żoną June Jackson, z którą miał czworo dzieci. Oprócz gry w koszykówkę uprawiał także futbol amerykański i baseball oraz startował w zawodach lekkoatletycznych. Pomysłem Phila Jacksona na motywowanie graczy było wykorzystywanie filmów – przed prestiżowym starciem w playoffach z Sacramento Kings odtwarzał zawodnikom fragmenty kontrowersyjnego filmu Więzień nienawiści. W 2008 roku otrzymał doktorat honoris causa na Uniwersytecie Dakoty Północnej. Jest związany z Jeanie Buss, córką właściciela Los Angeles Lakers Jerry’ego Bussa, z którą ma córkę Elizabeth. Ma siedmioro wnuków. Mieszka w dzielnicy Playa del Rey w Los Angeles.

## Publikacje

### Sacred Hoops: Spiritual Lessons of a Hardwood Warrior
Książkę tę napisał po zdobyciu wraz z zespołem Chicago Bulls tytułów mistrza NBA w latach 1991–1993. Jej współautorem jest Hugh Delehanty. Opowiada o tym jak zmotywować zawodników do kolektywnego myślenia i porzucenia indywidualnych ambicji na rzecz zespołu, czyniąc z niego koszykarską drużynę mistrzów.

### Pozostałe książki
- Take It All! (1970, współautor George Kalinsky)
- Maverick (1975, współautor Charley Rosen)
- More Than a Game (2001, współautor Charley Rosen)
- The Last Season: A Team in Search of Its Soul (2004, współautor Michael Arkush)
- The Los Angeles Lakers: 50 Amazing Years in the City of Angels (2009, słowo wstępne)
- Journey to the Ring: Behind the Scenes with the 2010 NBA Champion Lakers (2010)
- 11 pierścieni (Eleven Rings. The Soul of Success 2013, współautor Hugh Delehanty; wyd. pol. SQN 2014)

## Statystyki
Stan na 11 lipca 2012 roku

### Statystyki zawodnicze
Źródło.
| Sezon     | Drużyna         | M   | S5          | MPG  | FG%   | 3P%  | FT%   | RPG | APG | SPG         | BPG         | PPG  |
| --------- | --------------- | --- | ----------- | ---- | ----- | ---- | ----- | --- | --- | ----------- | ----------- | ---- |
| 1967/1968 | New York Knicks | 75  | nie liczono | 14,6 | 40,0% | –    | 58,9% | 4,5 | 0,7 | nie liczono | nie liczono | 6,2  |
| 1968/1969 | New York Knicks | 47  | nie liczono | 19,7 | 42,9% | –    | 67,2% | 5,2 | 0,9 | nie liczono | nie liczono | 7,1  |
| 1970/1971 | New York Knicks | 71  | nie liczono | 10,9 | 44,9% | –    | 71,4% | 3,4 | 0,4 | nie liczono | nie liczono | 4,7  |
| 1971/1972 | New York Knicks | 80  | nie liczono | 15,9 | 44,0% | –    | 73,2% | 4,1 | 0,9 | nie liczono | nie liczono | 7,1  |
| 1972/1973 | New York Knicks | 80  | nie liczono | 17,4 | 44,3% | –    | 79,0% | 4,3 | 1,2 | nie liczono | nie liczono | 8,1  |
| 1973/1974 | New York Knicks | 82  | nie liczono | 25,0 | 47,7% | –    | 77,6% | 5,8 | 1,6 | 0,5         | 0,8         | 11,1 |
| 1974/1975 | New York Knicks | 78  | nie liczono | 29,3 | 45,5% | –    | 76,3% | 7,7 | 1,7 | 1,1         | 0,7         | 10,8 |
| 1975/1976 | New York Knicks | 80  | nie liczono | 18,3 | 47,8% | –    | 73,3% | 4,3 | 1,3 | 0,5         | 0,3         | 6,0  |
| 1976/1977 | New York Knicks | 76  | nie liczono | 13,6 | 44,0% | –    | 76,8% | 3,0 | 1,1 | 0,4         | 0,2         | 3,4  |
| 1977/1978 | New York Knicks | 63  | nie liczono | 10,4 | 47,8% | –    | 76,8% | 1,7 | 0,7 | 0,5         | 0,2         | 2,4  |
| 1978/1979 | New Jersey Nets | 59  | nie liczono | 18,1 | 47,5% | –    | 81,9% | 3,0 | 1,4 | 0,8         | 0,4         | 6,3  |
| 1979/1980 | New Jersey Nets | 16  | nie liczono | 12,1 | 63,0% | 0,0% | 70,0% | 1,5 | 0,8 | 0,3         | 0,3         | 4,1  |
| Kariera   |                 | 807 |             | 17,6 | 45,3% | 0,0% | 73,6% | 4,3 | 1,1 | 0,6         | 0,4         | 6,7  |

### Statystyki trenerskie
Źródło.
| Zespół  | Sezon   | M    | Z    | P   | Z-P% | Miejsce                | MP  | ZP  | PP  | PZ-P% | Wynik                           |
| ------- | ------- | ---- | ---- | --- | ---- | ---------------------- | --- | --- | --- | ----- | ------------------------------- |
| Bulls   | 1989/90 | 82   | 55   | 27  | 67,1 | 2 w dywizji Centralnej | 16  | 10  | 6   | 62,5  | Porażka w finale konferencji    |
| Bulls   | 1990/91 | 82   | 61   | 21  | 74,4 | 1 w dywizji Centralnej | 17  | 15  | 2   | 88,2  | Mistrzostwo NBA                 |
| Bulls   | 1991/92 | 82   | 67   | 15  | 81,7 | 1 w dywizji Centralnej | 22  | 15  | 7   | 68,2  | Mistrzostwo NBA                 |
| Bulls   | 1992/93 | 82   | 57   | 25  | 69,5 | 1 w dywizji Centralnej | 19  | 15  | 4   | 78,9  | Mistrzostwo NBA                 |
| Bulls   | 1993/94 | 82   | 55   | 27  | 67,1 | 2 w dywizji Centralnej | 10  | 6   | 4   | 60,0  | Porażka w półfinale konferencji |
| Bulls   | 1994/95 | 82   | 47   | 35  | 57,3 | 3 w dywizji Centralnej | 10  | 5   | 5   | 50,0  | Porażka w półfinale konferencji |
| Bulls   | 1995/96 | 82   | 72   | 10  | 87,8 | 1 w dywizji Centralnej | 18  | 15  | 3   | 83,3  | Mistrzostwo NBA                 |
| Bulls   | 1996/97 | 82   | 69   | 13  | 84,1 | 1 w dywizji Centralnej | 19  | 15  | 4   | 78,9  | Mistrzostwo NBA                 |
| Bulls   | 1997/98 | 82   | 62   | 20  | 75,6 | 1 w dywizji Centralnej | 21  | 15  | 6   | 71,4  | Mistrzostwo NBA                 |
| Lakers  | 1999/00 | 82   | 67   | 15  | 81,7 | 1 w dywizji Pacyfiku   | 23  | 15  | 8   | 65,2  | Mistrzostwo NBA                 |
| Lakers  | 2000/01 | 82   | 56   | 26  | 68,3 | 1 w dywizji Pacyfiku   | 16  | 15  | 1   | 93,8  | Mistrzostwo NBA                 |
| Lakers  | 2001/02 | 82   | 58   | 24  | 70,7 | 2 w dywizji Pacyfiku   | 19  | 15  | 4   | 78,9  | Mistrzostwo NBA                 |
| Lakers  | 2002/03 | 82   | 50   | 32  | 61,0 | 2 w dywizji Pacyfiku   | 12  | 6   | 6   | 50,0  | Porażka w półfinale konferencji |
| Lakers  | 2003/04 | 82   | 56   | 26  | 68,3 | 1 w dywizji Pacyfiku   | 22  | 13  | 9   | 59,1  | Porażka w finale NBA            |
| Lakers  | 2005/06 | 82   | 45   | 37  | 54,9 | 3 w dywizji Pacyfiku   | 7   | 3   | 4   | 42,9  | Porażka w pierwszej rundzie     |
| Lakers  | 2006/07 | 82   | 42   | 40  | 51,2 | 2 w dywizji Pacyfiku   | 5   | 1   | 4   | 20,0  | Porażka w pierwszej rundzie     |
| Lakers  | 2007/08 | 82   | 57   | 25  | 69,5 | 1 w dywizji Pacyfiku   | 21  | 14  | 7   | 66,7  | Porażka w finale NBA            |
| Lakers  | 2008/09 | 82   | 65   | 17  | 79,3 | 1 w dywizji Pacyfiku   | 23  | 16  | 7   | 69,6  | Mistrzostwo NBA                 |
| Lakers  | 2009/10 | 82   | 57   | 25  | 69,5 | 1 w dywizji Pacyfiku   | 23  | 16  | 7   | 69,6  | Mistrzostwo NBA                 |
| Lakers  | 2010/11 | 82   | 57   | 25  | 69,5 | 1 w dywizji Pacyfiku   | 10  | 4   | 6   | 40,0  | Porażka w półfinale konferencji |
| Kariera |         | 1640 | 1155 | 485 | 70,4 |                        | 333 | 229 | 104 | 68,8  |                                 |